# 长春镇 (霞浦县)
26°43′33.9672″N 120°02′39.9552″E / 26.726102000°N 120.044432000°E
长春镇，是中国福建省宁德市霞浦县下辖的一个镇，1991年建立。位于霞浦县境内东南沿海，东冲半岛北部，距离县城17.7公里，面积153.6平方公里，人口5.6万，以农业和渔业经济为主，盛产海带、紫菜等海产品。

## 行政区划
长春镇共辖1个社区和27个行政村，分别是：
莲花山社区、洪江村、渔洋里村、渔洋垾村、秋竹岗村、长门村、武曲村、长春村、传胪村、祖厝村、长溪村、文岐村、武岐村、埕坞村、大京村、斗米村、蜘蛛网村、闾峡村、小京村、法华村、里城村、外城村、赤沙村、加竹村、亭下溪村、下洋城村、渔家地村和积石村。

## 文化古迹
- 法华寺
- 传胪城堡城墙
- 大京城堡

## 教育
- 霞浦五中
- 霞浦县渔洋中学
- 霞浦县长春中心小学
- 霞浦县传胪小学
- 霞浦县中炉坑小学（或已停办）
- 霞浦县渔洋里小学
- 霞浦县洪江小学
- 霞浦县高罗小学
- 霞浦县五路小学
- 霞浦县长春中心幼儿园